# Franz Andrysek
Franz Josef Andrysek (ur. 8 lutego 1906 w Wiedniu, zm. 9 lutego 1981 tamże) – austriacki sztangista.
Na igrzyskach olimpijskich w Paryżu w 1924 zajął 18. miejsce. Cztery lata później w Amsterdamie zdobył złoty medal w wadze piórkowej. Do jego osiągnięć należą również dwa medale mistrzostw Europy − złoty (Wiedeń 1929) i brązowy (Genua 1934).